# Williamsonia (botanica)
La williamsonia (gen. Williamsonia) è una pianta estinta appartenente alle bennettitali (Bennettitales). Visse tra il Giurassico e il Cretaceo (200-100 milioni di anni fa) ed era diffusa in tutto il mondo.

## Descrizione

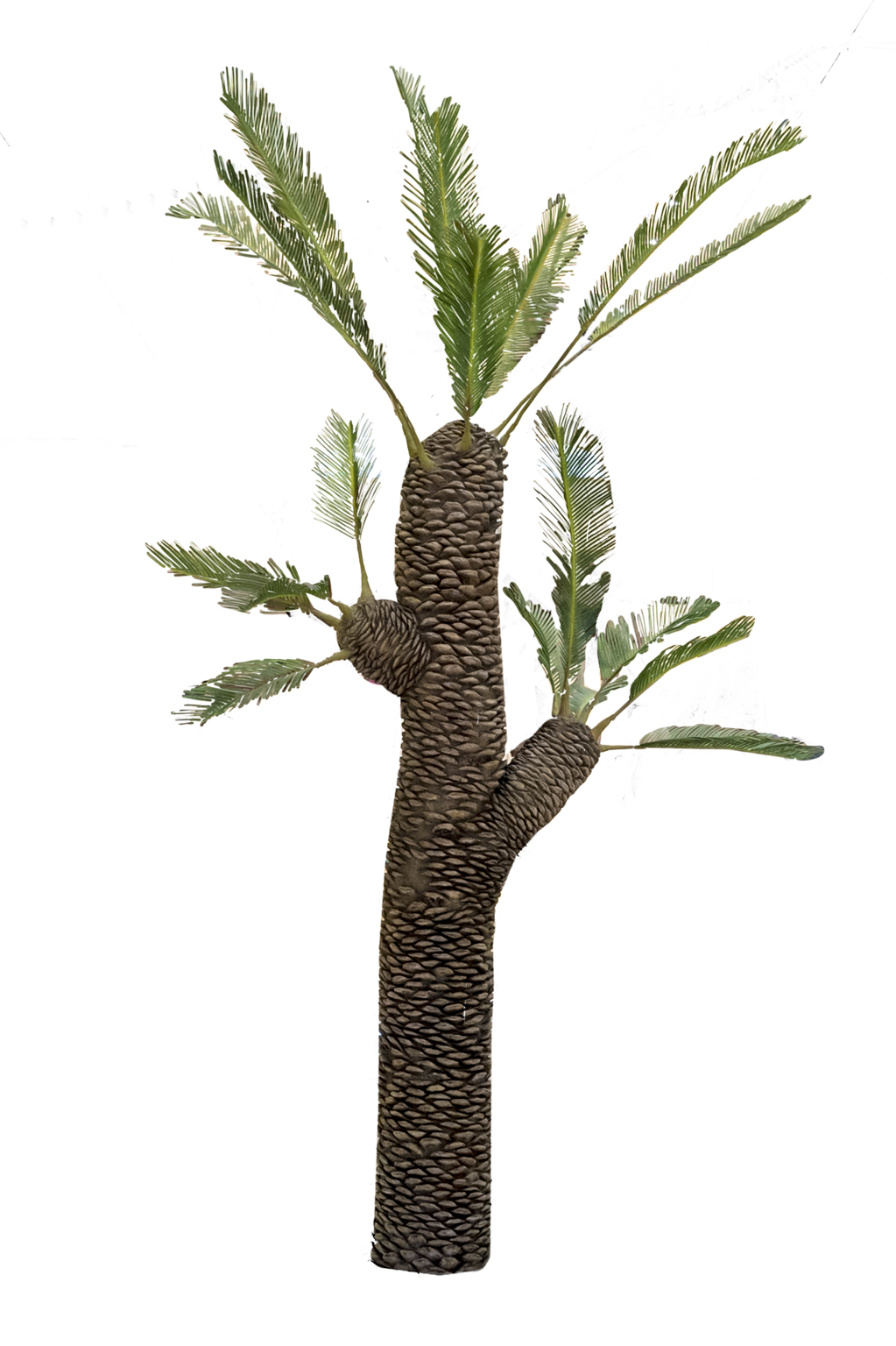
Ricostruzione di Williamsonia al MUSE di Trento

L'aspetto di questa pianta doveva essere quello di un cespuglio o di un piccolo albero, alto circa tre metri. La corteccia aveva una tipica struttura a diamante, e le foglie dovevano essere simili a quelle di una palma. La williamsonia, inoltre, possedeva grandi fiori a forma di stella, che potevano contenere le capsule che racchiudevano le spore oppure potevano produrre semi.

## Habitat
La williamsonia era una pianta tipica delle foreste tropicali, nelle quali erano molto diffuse anche le felci arboree. Tra le specie più conosciute, da ricordare Williamsonia gigas, del Giurassico medio della Gran Bretagna.